# Emilio Sepúlveda
Emilio Sepúlveda (Santiago, Chile, 8 de agosto de 1944) es un exfutbolista chileno. Jugó de defensa lateral. 

## Trayectoria
Sus primeros pasos como futbolistas los dio en su barrio de San Miguel. Jugaba en el club Mademsa cuando se integró a la serie juvenil de Colo-Colo, jugando siempre como defensa lateral, debutando profesionalmente en 1964. 
En el club albo se desempeñó durante dos años, para emigrar en 1966 a Audax Italiano, club en el que jugó hasta 1967

## Estadísticas

### Clubes
| Club           | País  | Año       |
| -------------- | ----- | --------- |
| Colo-Colo      | Chile | 1964–1965 |
| Audax Italiano | Chile | 1966–1967 |